# Кил Девил Хилс (Северна Каролина)
Кил Девил Хилс (енгл. Kill Devil Hills) град је у америчкој савезној држави Северна Каролина.

## Демографија
По попису из 2010. године број становника је 6.683, што је 786 (13,3%) становника више него 2000. године.
| Група             | 2000.         | 2010.         |
| Белци             | 5.577 (94,6%) | 5.755 (86,1%) |
| Афроамериканци    | 36 (0,6%)     | 82 (1,2%)     |
| Азијати           | 35 (0,6%)     | 92 (1,4%)     |
| Хиспаноамериканци | 174 (3,0%)    | 608 (9,1%)    |
| Укупно            | 5.897         | 6.683         |